# Marwan I.
Abū ʿAbd al-Malik Marwān ibn al-Hakam (arabisch أبو عبد الملك مروان بن الحكم, DMG Abū ʿAbd al-Malik Marwān b. al-Ḥakam, geb. 624; gest. 10. April 685), auch Marwan I., war ein Kalif der Umaiyaden (reg. 684–685) und Begründer des marwanidischen Zweigs dieser Dynastie, aus dem alle späteren umaiyadischen Herrscher hervorgingen. Schon während der Herrschaft der Kalifen ʿUthmān ibn ʿAffān (reg. 644–656) und Muʿāwiya I. (reg. 661–680), die mit ihm verwandt waren, bekleidete er einflussreiche Ämter im arabischen Reich. Als Kalif herrschte er nur neun Monate lang. In dieser Zeit sicherte er den Umaiyaden, die ihre Macht weitgehend an den mekkanischen Kalifen ʿAbdallāh ibn az-Zubair verloren hatten, die Herrschaft über Ägypten.

## Abstammung

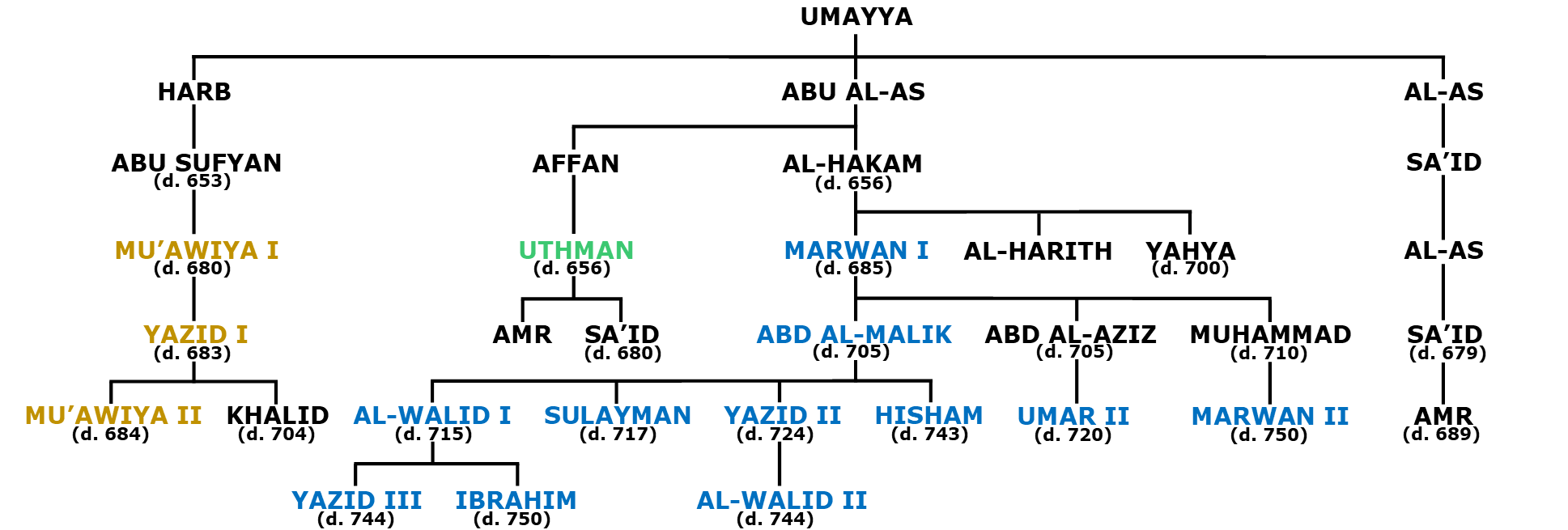
Marwāns Stellung innerhalb der Umaiyaden-Familie

Marwān war ein Sohn von al-Hakam ibn Abī l-ʿĀs und Āmina bint ʿAlqama aus dem Stamm der Kināna. Väterlicherseits gehörte er zu demselben Zweig der Umaiyaden-Familie wie der dritte Kalif ʿUthmān ibn ʿAffān (644–656). ʿUthmāns Vater ʿAffān ibn Abī l-ʿĀs war der Bruder von Marwāns Vater al-Hakam ibn Abī l-ʿĀs.

## Politische Rolle unter ʿUthmān
Nach Berichten, die Muhammad ibn Saʿd anführt, war Marwān beim Tode des Propheten im Sommer 632 acht Jahre alt. Er blieb zunächst bei seinem Vater al-Hakam, bis dieser während des Kalifats von ʿUthmān ibn ʿAffān starb. Marwān trat daraufhin in den Dienst seines Cousins ʿUthmān und wurde sein Sekretär. 648 nahm er an einem Feldzug gegen Ifrīqiya teil. Nach Abū Hilāl al-ʿAskarī (gest. nach 1010) kaufte Marwān ein Fünftel der Beute aus diesem Feldzug, die einen Wert von 400.000 Dinar hatte, für 100.000 Dinar ʿAbdallāh ibn Abī Sarh ab. Als er dann Medina erreichte, führte er einen Teil davon ab, während ʿUthmān ihm den Rest schenkte. Nach einer Überlieferung, die auf ʿĪsā, den Sohn von Talha ibn ʿUbaidallāh zurückgeführt wird, gab der Kalif seinem Cousin auch ein Fünftel der Beute von Armenien in Höhe von 25.000 Dirham. Eine Zeitlang war Marwān auch Gouverneur von Fars.
Der große Einfluss Marwāns auf den Kalifen als dessen Sekretär und die Tatsache, dass ein Fünftel der Beute der Nordafrika-Eroberung an ihn floss, gehörten zu den wichtigsten Anschuldigungen, die gegen ʿUthmān erhoben wurden und schließlich 656 zu seiner Ermordung führten. Bei der Verteidigung von ʿUthmāns Haus in Medina gegen die Aufständischen der ägyptischen Armee im Jahre 656 wurde er verwundet.
In der Kamelschlacht tötete Marwān durch einen Pfeilschuss Talha ibn ʿUbaidallāh, den er für den Hauptschuldigen am Mord ʿUthmāns hielt. Nach einer Überlieferung, die der Historiker Chalīfa ibn Chaiyāt (gest. 854) anführt, wandte er sich danach an ʿUthmāns Sohn Abān mit den Worten: „Wir haben den Mord an Deinem Vater stückweise für dich gerächt.“

## Als Statthalter unter Muʿāwiya
Unter Muʿāwiya I., der einem anderen Zweig der Umaiyaden-Familie angehörte als er und ʿUthmān, diente Marwān zunächst als Statthalter von Bahrain und dann zwei Phasen lang (661–668 und 674–677) als Statthalter von Medina, wobei er sich in diesem Amt mit seinem Verwandten Saʿīd ibn al-ʿĀs abwechselte. Ibn Saʿd erwähnt, dass Marwān während seiner Zeit als Gouverneur von Medina die Prophetengefährten um sich versammelte und sie konsultierte, wobei er der Meinung der Mehrheit folgte.
Als Muʿāwiya Ziyād ibn Abī-hi als seinen Bruder anerkannte und ʿAmr ibn al-ʿĀs gegenüber seinen eigenen Verwandten bevorzugte, wandten sich die Umaiyaden nach einem Bericht, den az-Zubair ibn Bakkār (gest. 870) anführt, an Marwān und drängten ihn dazu, Muʿāwiya für sein Verhalten zu tadeln. Er lehnte das zunächst ab und forderte sie auf, selbst deswegen bei Muʿāwiya vorzusprechen, schloss sich ihnen aber dann doch an und warf dem Kalifen vor, die Familie von Abū l-ʿĀs vernichten zu wollen. Der Kalif ließ sich dadurch aber nicht von seiner Handlungsweise abbringen. Nach verschiedenen Berichten versuchte Muʿāwiya, interne Kämpfe zwischen den verschiedenen Zweigen der Umaiyaden-Familie zu provozieren, um ihre Stärke und Einheit zu schwächen und alle Versuche, gegen ihn vorzugehen, zu untergraben. In diesem Zusammenhang versuchte er, Marwān und Saʿīd ibn al-ʿĀs gegeneinander aufzuwiegeln.
Marwān seinerseits reagierte auf Muʿāwiya Provokationen in gleicher Weise, indem er die Söhne ʿUthmāns gegen Muʿāwiya aufwiegelte. Nach einem Bericht, den Musʿab az-Zubairī (gest. 851) anführt, sagte er zu ʿAmr, dem ältesten Sohn ʿUthmāns, dass die Nachkommen von Harb ibn Umaiya das Kalifat nur im Namen seines Vaters übernommen hätten, und fragte ihn: „Was hindert dich daran, für dein Recht zu kämpfen? Wir sind ihnen zahlenmäßig überlegen.“
Als Muʿāwiya im Jahre 677 seinen Sohn Yazīd als Nachfolger designierte und dies in allen Winkeln des Reiches verkünden ließ, schrieb er auch an Marwān, der zu dieser Zeit wieder Gouverneur in Medina war, und befahl ihm, die
Quraisch und die anderen Bürger von Medina zu versammeln und sie dazu zu bringen, Yazīd den Treueid zu leisten. Marwān weigerte sich jedoch, dem Befehl nachzukommen, und meldete ihm, dass die Bevölkerung von Medina den Treueid für seinen Sohn ablehne. Als Muʿāwiya ihn daraufhin erneut von seinem Amt absetzte, zog Marwān mit seinen mütterlichen Verwandten von den Kināna nach Damaskus und stellte den Kalifen zur Rede. Dieser beschwichtigte ihn daraufhin mit einer monatlichen Dotation von 1.000 Dinar. Nach al-Mutahhar ibn Tāhir al-Maqdisī (gest. 966) machte er ihn auch zum indirekten Thronfolger nach Yazīd.

## Flucht nach Syrien und die Schlacht bei Mardsch Rāhit
Bei der Schlacht von Harra im August 683 half Marwān dem umaiyadischen Kommandeur Muslim ibn ʿUqba bei der Einnahme von Medina, legte nach der Eroberung der Stadt allerdings für deren Bewohner Fürsprache bei Muslim ibn ʿUqba ein. Als wenige Monate später der umaiyadische Kalif Yazīd starb, rief sich ʿAbdallāh ibn az-Zubair, der Sohn von az-Zubair ibn al-ʿAuwām, in Mekka zum Kalifen aus und vertrieb die Umaiyaden aus dem Hedschas, darunter auch Marwān und seine Söhne, die nach Syrien flüchteten. Nach dem Tod von Yazīds Nachfolger Muʿāwiya II. ein Jahr später erhielt Ibn az-Zubair immer mehr Unterstützung. Auch mehrere Stammesfürsten der Qais in Syrien und Palästina stellten sich auf seine Seite, darunter Zufar ibn al-Hārith im Militärbezirk von Qinnasrīn und ad-Dahhāk ibn Qais al-Fihrī, den Ibn az-Zubair zu seinem Statthalter in Damaskus erklärte.
Die Umaiyaden ließen sich in Palmyra nieder, weil der Rest von Syrien von ʿAbdallāh ibn az-Zubairs Statthalter ad-Dahhāk ibn Qais al-Fihrī regiert wurde. Der Kindit Husain ibn Numair, der ein Parteigänger der Umaiyaden war, forderte Marwān auf, die umaiyadische Thronfolge zu regeln, um ein Eindringen von ʿAbdallāh ibn az-Zubair nach Syrien zu verhindern, aber Marwān war mehr daran interessiert, nach Mekka zu reisen und Ibn az-Zubair den Treueid zu leisten, weil er nicht mehr daran glaubte, dass die Umaiyaden ihre Macht zurückgewinnen könnten, und er für sie ein Sicherheitsversprechen erhalten wollte. Der frühere umaiyadischen Statthalter des Irak ʿUbaidallāh ibn Ziyād, der vom Irak nach Palmyra kam, ermahnte ihn jedoch, dass er als Sayyid und Scheich der Quraisch mehr Anspruch auf das Kalifat habe als Ibn az-Zubair, und drängte ihn, die Bewohner von Palmyra zu versammeln, ihnen den Treueid abzunehmen und dann mit ihnen und den Umaiyaden gegen ad-Dahhāk zu ziehen und ihn aus Syrien zu vertreiben. Um die Herrschaftsansprüche Ansprüche von Yazīds Sohn Chālid zu neutralisieren, riet ihm ʿUbaidallāh, dessen Mutter Fāchita zu heiraten, was Marwān auch tatsächlich machte.
Angespornt von ʿUbaidallāh ibn Ziyād nahm Marwān daraufhin den Kampf mit ad-Dahhāk und seinen Anhängern auf. In der Schlacht bei Mardsch Rāhit brachte er ad-Dahhāk ibn Qais al-Fihrī und seinen Anhängern, die noch im Besitz von Damaskus waren, eine vernichtende Niederlage bei. Dabei wurden ad-Dahhāk selbst und 80 seiner Männer getötet. Insgesamt soll Marwāns Heer eine Stärke von 6.000 Mann gehabt haben. ʿUbaidallāh ibn Ziyād befehligte seine Kawallerie und Mālik seine Fußsoldaten. Die Schlacht von Mardsch Rāhit wird auf das Jahr 64 (August 683 – August 684) datiert, allerdings gibt es andere Berichte, wonach sie erst nach Marwāns Erhebung zum Kalifen stattfand.

## Die Erhebung zum Kalifen und Eroberung Ägyptens
Auf dem Kongress in al-Dschābiya, der im Frühsommer 684 stattfand, sprachen sowohl der Kindit Husain ibn Numair als auch der Statthalter von Palästina Rauh ibn Zinbāʿ al-Dschudhāmī Marwān das Kalifat zu. Schließlich einigte man sich darauf, Marwān den Treueid zu leisten, mit den beiden Umaiyaden ʿAmr ibn Saʿīd ibn al-ʿĀs und Chālid ibn Yazīd als designierten Nachfolgern. ʿAmr ibn Saʿīd wurde außerdem zum Statthalter von Damaskus ernannt und Chālid ibn Yazīd zum Statthalter von Homs. Auch der südarabische Stammesfürst Hassān ibn Mālik Ibn Bahdal, der selber kalifale Ambitionen gehegt hatte, konnte dazu gebracht werden, ihm den Treueid zu leisten. Nach al-Wāqidī erhielt Marwān den Treueid im Muharram 65 (= August/September 684). Die jordanischen Araber sollen Marwān dagegen schon am 22. Juni 684 den Treueid geleistet haben. Der Kindit Husain ibn Numair erhielt für seine Unterstützung von Marwān die Zusage, dass sich die syrischen Kinditen in al-Balqā' niederlassen durften.
Nach seiner Erhebung Kalifen setzte Marwān ʿUbaidullāh ibn Ziyād gegen Zufar in Marsch, der sich mit seinen qaisitischen Anhängern in Qarqīsiyā' an der Mündung des Chabur in den Euphrat verschanzt hatte. Die Widerstandskraft Zufars erwies sich jedoch als unerwartet stark, so dass ʿUbaidullāh unverrichteter Dinge wieder abziehen musste.
Marwāns größter Erfolg war die Rückgewinnung der Kontrolle über Ägypten, das zu dieser Zeit von ʿAbdallāh ibn az-Zubairs Gouverneur ʿAbd ar-Rahmān ibn Dschahdam al-Quraschī regiert wurde. Auf dem Rückweg nach Syrien hörte er, dass ʿAbdallāh ibn az-Zubair seinen Bruder Musʿab ibn az-Zubair nach Palästina geschickt hatte. Daraufhin sandte Marwān ʿAmr ibn Saʿīd mit einer Streitmacht gegen ihn aus, der Musʿabs Männern eine vernichtende Niederlage zufügte. Marwān selbst reiste weiter und ließ sich in Damaskus nieder, wo sich später ʿAmr ibn Saʿīd zu ihm zugesellte.
Ein Expeditionsheer, das Marwān unter Hubaisch ibn Duldscha al-Qainī gegen Medina aussandte, scheiterte jedoch, und sein Anführer wurde getötet. Auch die meisten Angehörigen des Stammesverbands der Qais im Dschund von Qinnasrīn blieben Marwān gegenüber feindlich gesinnt. Allein ʿUmair ibn al-Hubāb, einer der Anführer der Banū Sulaim, huldigte ihm.

## Reichsteilung und Tod
Kurz vor seinem Tod setzte sich Marwān über die Nachfolgeregelung und Thronfolgeansprüche von ʿAmr ibn Saʿīd hinweg, setzte seine beiden Söhne ʿAbd al-Malik und ʿAbd al-ʿAzīz als ersten und zweiten Thronfolger ein und ließ die Menschen auf sie den Treueid schwören. Mit dieser Nachfolgeregelung war auch eine Teilung des Reiches verbunden: der ältere von ihnen, ʿAbd al-Malik, erhielt als direkter Thronfolger Syrien, der jüngere, ʿAbd al-ʿAzīz, Ägypten.
Nach at-Tabarī starb Marwān starb Anfang Ramadan des Jahres 65 (= 10. April 685). Nach einem Bericht, den at-Tabarī, wurde er im Schlaf von seiner Frau Fāchita getötet, als Vergeltung dafür, dass er sie vorher öffentlich schwer beleidigt hatte.

## Nachkommen
Die genealogischen Werke listen 13 Söhne Marwāns auf, die ihm von fünf verschiedenen Frauen und einer Konkubine geboren wurden:
- seine Frau ʿĀ'ischa bint Muʿāwiya ibn al-Mughīra ibn Abī l-ʿĀs war Mutter seiner Söhne ʿAbd al-Malik und Muʿāwiya,
- seine Frau Laila bint Zabbān vom Stamm der Kalb war Mutter seines Sohnes ʿAbd al-ʿAzīz,
- seine Frau Qutaiya bint Bischr aus dem Stamm Kilāb war Mutter seiner Söhne Bischr und ʿAbd ar-Rahmān (starb im Kindesalter),
- seine Frau Umm Abān, die Tochter seines Cousins ʿUthmān war Mutter seiner Söhne Abān, ʿUthmān, ʿAbdallāh (starb im Kindesalter), ʿUbaidallāh, Aiyūb und Dāwūd,
- seine Frau Zainab bint ʿUmar aus dem Clan der Machzūm war Mutter seines Sohns ʿUmar.
- eine Umm Walad namens Zainab gebar ihm einen Sohn namens Muhammad.[43]

Marwān war einer der ersten Muslime, der mehreren seiner Söhne keine traditionellen arabischen Namen, sondern islamische Namen gab, also solche, die entweder auf koranische Gottesnamen oder Figuren verweisen, oder auf den Propheten Mohammed selbst. Insgesamt waren acht seiner Söhne Träger solcher islamischer Namen (ʿAbd al-Malik, ʿAbd al-ʿAzīz, ʿAbd ar-Rahmān, ʿAbdallāh, ʿUbaidallāh, Aiyūb, Dāwūd und Muhammad). Hieraus schließt Fred Donner, dass er wahrscheinlich sehr religiös gewesen ist.

## Festlegung von Festtagsbräuchen
Marwān ibn al-Hakam soll der erste gewesen sein, der beim Fest die Chutba dem Gebet voranstellte. Er soll diesen Brauch, der bis heute im Islam aufrechterhalten wird, während seiner Statthalterschaft in Medina eingeführt und damit begründet haben, dass die Leute nach dem Gebet nicht mehr sitzen blieben, um ihm zuzuhören. Er soll auch der erste gewesen sein, der die Chutba an diesem Tag auf einem Minbar hielt.

## Rezeption
Marwan gehört zu den realen Personen, die in den Geschichten aus Tausendundeine Nacht auftreten. Er tritt in der Geschichte Der Beduine und seine Frau (ANE 219) als Antagonist in Erscheinung.